# Накатомі но Якаморі
Накатомі но Якаморі (яп. 中臣 宅守) — японський аристократ та поет періоду Нара.
Приблизно у 740-му році вирушив у вигнання у провінцію Ечідзен. Причини вигнання до кінця не відомі. За однією версією Накатомі порушив закон, одружившись із власною дочкою. Того ж року було оголошено загальне помилування, але воно не торкнулося Накатомі. Його помилування відбулося у вересні 741 року і він зміг повернутися до столиці. Втім, у 764 році його знову вигнано з двору за участь у повстанні Фудзівара но Накамаро.
40 віршів Накатомі увійшли в збірку «Манйошю».